# Henry Kimball Hadley
Henry Kimball Hadley (* 20. Dezember 1871 in Somerville/Massachusetts; † 6. September 1937 in New York City) war ein US-amerikanischer Komponist und Dirigent.
Hadley studierte in Boston bei Benjamin Dwight Allen, Stephen Albert Emery und George Chadwick sowie 1894/95 Studienreise in Wien bei Eusebius Mandyczewski. Von 1896 bis 1904 war er Organist in Garden City/Long Island, danach kehrte er 1905/09 nach Europa zurück, wo er bei Ludwig Thuille studierte und 1908 Kapellmeister am Mainzer Stadttheater war. Von 1909 bis 1911 war er Konzertdirigent der Seattle Symphony, danach wurde er 1911/15 desgleichen erster Dirigent der neu gegründeten San Francisco Symphony. Von 1920 bis 1927 war er Dirigent der New York Philharmonic Society und von 1929 bis 1932 des von ihm gegründeten Manhattan Symphony Orchestra New York.
Er komponierte sechs Opern, Operetten und Musicals, vier Sinfonien, zwei sinfonische Gedichte, eine sinfonische Fantasie, eine Orchesterrhapsodie, Ouvertüren, ein Cello- und ein Klavierkonzert, Kammermusik und vier Chorwerke sowie Lieder.

## Werke (Auswahl)
- Happy Jack, Operette
- Nancy Brown, musikalische Komödie, 1903
- The Culprit Fay, Orchesterrhapsodie, 1909
- Safié, the Persian, Oper, 1909
- North, East, South, West, 4. Sinfonie, 1911
- The Atonement of Pan, Musikdrama, 1912
- The Pearl Girl, Operette
- The Masque of Newark, 1916
- Azora, the Daughter of Montezuma, Oper, 1917
- Bianca, Oper, 1918
- The Garden of Allah, Oper, 1918
- Cleopatra's Night, Oper, 1920
- The Ocean, sinfonisches Gedicht, 1921
- Semper virens, Oper
- The Fire Prince, Operette
- A Night in Old Paris, Funkoper, 1924
- Don Juan, Filmmusik, 1926
- The Legend of Hani, Oper, 1933
- The Red Flame, Musical
- Merlin and Vivian, Lyric Drama
- Lucifer, sinfonisches Gedicht
- Salome, sinfonisches Gedicht

| Personendaten    | Personendaten                            |
| ---------------- | ---------------------------------------- |
| NAME             | Hadley, Henry Kimball                    |
| KURZBESCHREIBUNG | US-amerikanischer Komponist und Dirigent |
| GEBURTSDATUM     | 20. Dezember 1871                        |
| GEBURTSORT       | Somerville, Massachusetts                |
| STERBEDATUM      | 6. September 1937                        |
| STERBEORT        | New York City                            |